# Cyryl Czarkowski-Golejewski
Cyryl Czarkowski-Golejewski herbu Habdank (ur. 9 lipca 1885 we Lwowie, zm. prawdop. 20 kwietnia 1940) – polski właściciel ziemski, ordynat zamku w Wysuczce, winiarz, ofiara zbrodni katyńskiej.

## Życiorys
Urodził się 9 lipca 1885 jako syn Tadeusza Czarkowskiego-Golejewskiego herbu Habdank (1859–1945, urzędnik, I ordynat na Wysuczce) i Marii z domu Zaleskiej herbu Dołęga (1862-1893, córka Filipa Zaleskiego). Otrzymał imię po Cyrylu Czarkowskim (1795-1862), mężu przybranej matki swojego ojca Tadeusza (Marii Felicji Czarkowskiej). W połowie 1887 został ochrzczony ceremonialnie w Salzburgu w obecności ww. M. Czarkowskiej, a także z udziałem Wiktora Osławskiego. Był bratem Wiktora (1888-1940) i bratem przyrodnim Kajetana (1897-1977). Po przyjęciu przez jego ojca do nazwiska rodowego drugiego nazwiska Golejewski także on nosił dwa nazwiska. Od zmarłego w 1893 Wiktora Osławskiego otrzymał w testamencie kwotę 75 tys. złr. (jako krzyżmo)
W dzieciństwie, z uwagi na stan zdrowia matki zamieszkiwał z nią i z bratem Wiktorem we włoskim Meran, od maja 1891 przeprowadzili się do objętego i odremontowanego przez ojca zamku w Wysuczce, od listopada 1891 przebywali w tyrolskim Mühlbach, a od 1892 w Zakopanem. W tym czasie jego ojciec był starostą we Lwowie, a następnie – aby być bliżej synów i chorej żony – od grudnia 1892 był starostą w Nowym Targu. Wkrótce potem jego matka zmarła 9 stycznia 1893 w Zakopanem. Po odejściu ojca z posady starosty nowotarskiego powrócił z nim i z bratem do Wysuczki. W 1903 jako prywatysta zdał z wynikiem celującym egzamin dojrzałości w C.K. I Gimnazjum w Tarnopolu.
W wydziale okręgowym w Borszczowie C.K. Galicyjskiego Towarzystwa Kredytowego Ziemskiego od około 1913 był zastępcą delegata (do około tego roku działaczem tej organizacji był jego ojciec. Po ojcu został drugim ordynatem na Wysuczce. Prowadził tam winnicę, która obejmując 30 ha terenu w okresie II Rzeczypospolitej była największą na polskich Kresach. U kresu II RP Winnica w Wysuczce była jedną z dwóch w Polsce wytwarzających wyłącznie wina gronowe.
Posiadał grunty we wsi Wołkowce. Był członkiem Towarzystwa Hodowli Konia Arabskiego w Polsce. W 1927 wydał publikację pt. Wspomnienia z rykowisk, opowiadającą o przygodach łowieckich z lat 1904–1919. W latach 30. był prezesem Podolsko-Pokuckiego Związku Posiadaczy Sadów.
Po wybuchu II wojny światowej i agresji ZSRR na Polskę z 17 września 1939 został aresztowany przez funkcjonariuszy NKWD 21 września 1939 w swoim majątku w Wysuczce. Był przetrzymywany w obozie w Kozielsku. Na wiosnę 1940 (jedno ze źródeł podało datę 20 kwietnia 1940) został zamordowany w ramach zbrodni katyńskiej. Jego nazwisko znalazło się na tzw. Ukraińskiej Liście Katyńskiej opublikowanej w 1994 (został wymieniony na liście wywózkowej 41/2-62 oznaczony numerem 3188). Jego brat Wiktor także został ofiarą zbrodni katyńskiej na terenach ukraińskich. Ofiary tej części zbrodni katyńskiej zostały pochowane na otwartym w 2012 Polskim Cmentarzu Wojennym w Kijowie-Bykowni.
Cyryl Czarkowski-Golejewski był żonaty od 1908 z Izabellą z domu Jaxa-Małachowską herbu Gryf. Ich dziećmi byli: Maria Felicja (1909–1994, od 1930 zamężna ze Stanisławem Mycielskim, synem Edwarda), Klementyna Maria (1910–2003), Teresa Maria (1912–2015), Cyryl Maria (1915–1988), Izabella Maria (1917–1988) i Tadeusz Maria (1924–2001).